# 喇嘛营站
喇嘛营站（蒙古语：ᠯᠠᠮᠠ ᠶᠢᠨ ᠠᠢᠯ）是呼和浩特地铁2号线的地铁车站，位于中华人民共和国内蒙古自治区呼和浩特市赛罕区昭乌达路街道昭乌达路与兴安南路交叉口西侧地下，2020年10月1日開通运营。

## 车站结构
喇嘛营站位于昭乌达路与兴安南路交叉口西侧，沿昭乌达路呈南北向布置，长203米，标准段宽21.7米，为地下两层岛式车站。
| 地面              | 出入口 | A-B、D出入口                                                                                                  |
| 地下一层          | 站厅   | 客服中心、自动售票机、验票机                                                                                  |
| 地下二层          | 站台层 | \| \| \| █ 2号线往塔利东路（帅家营） \| \| 島式 · 開左邊车门 \| \| \| \| \| \| █ 2号线往阿尔山路（終點站） \| |
|                   |        | █ 2号线往塔利东路（帅家营）                                                                                   |
| 島式 · 開左邊车门 |        | |
|                   |        | █ 2号线往阿尔山路（終點站）                                                                                   |

## 车站出口
喇嘛营站共设3个出口，各出口及周围设施如下所示：
| 出口编号            | 照片 | 地点             | 可到达目的地                 |
| ------------------- | ---- | ---------------- | ---------------------------- |
| A · 出口 · （设有） |      | 昭乌达路（北侧） | 呼和浩特市公安局城南公安分局 |
| B · 出口            |      | 昭乌达路（南侧） | 锦绣嘉苑                     |
| D · 出口            |      | 昭乌达路（北侧） | 海洋石油天野小区             |
| 图例： 设有         |      |                  |                              |

## 接驳交通

### 公交车
- 公安局城南分局：34路、101路、119路、K2路、K4路

## 历史
- 2018年5月18日，车站主体结构封顶[3]。
- 2020年10月1日，本站随2号线通车一同开通[1]。